# 순천풍덕중학교
순천풍덕중학교(順天豊德中學校)는 대한민국 전라남도 순천시 풍덕동에 있는 공립 중학교이다.

## 학교 연혁
- 2002년 6월 26일 : 순천풍덕중학교 설립 인가(30학급)
- 2005년 3월 2일 : 순천풍덕중학교 개교
- 2023년 9월 1일 : 제9대 강덕희 교장 부임
- 2025년 1월 10일 : 제18회 146명 졸업(총 졸업생 4,349명)
- 2025년 3월 4일 : 입학식(5학급 142명 입학)

## 참고 자료
- 순천풍덕중학교 - 한국교육학술정보원 학교알리미